# 深溝站
深溝站（日语：／ Fukamizo eki */?）是位於山口縣山口市深溝字松原南1597番，西日本旅客鐵道（JR西日本）的宇部線車站。

## 歷史
- 1925年（大正14年）3月26日 - 宇部鐵道（日语：宇部鉄道）小郡站（現時為新山口站）至本阿知須站（現時為阿知須站）之間開通，此站啟用。
  - 當時車站地址為山口縣吉敷郡嘉川村（日语：嘉川村）深溝字松原南。
- 1943年（昭和18年）5月1日 - 宇部鐵道被國有化。成為國有鐵道宇部東線車站。
- 1944年（昭和19年）4月1日 - 隨著山口市（第二次）成立，車站地址變為山口縣山口市深溝字松原南。
- 1948年（昭和23年）2月1日 - 宇部東線改名為宇部線，此站成為宇部線車站。
- 1987年（昭和62年）4月1日 - 伴隨國鐵分割民營化，車站由西日本旅客鐵道（JR西日本）營運。
- 2005年（平成17年）10月1日 - 隨著山口市（第三次）成立，車站地址變為山口縣山口市深溝字松原南。

## 車站構造
車站是一座地面車站，設有2面2線的相對式月台，可進行列車交會。此站設有車站大樓，但是沒有自動售票機。大樓位於上行月台側，兩月台之間設有跨線橋連接。
此站是由山口地域鐵道部管理的無人車站。

### 月台
| 月台         | 路線    | 上下行 | 方向               |
| ------------ | ------- | ------ | ------------------ |
| 車站大樓一方 | ■宇部線 | 上行   | 新山口方向         |
| 車站大樓對面 | ■宇部線 | 下行   | 宇部新川、居能方向 |

※在旅客資訊上沒有標示月台編號。

## 車站周邊
- 寶松寺
- 國道190號（日语：国道190号）
- 山口物流産業團地
- 山口郵局（日语：山口郵便局 (山口県)）
- 深溝郵局
- 山口縣道212號山口阿知須宇部線（日语：山口県道212号山口阿知須宇部線）

## 使用狀況
以下為近年使用人次：
| 乘車人次變化 | 乘車人次變化 |
| 年度         | 1日平均人次  |
| ------------ | ------------ |
| 1999         | 116          |
| 2000         | 109          |
| 2001         | 103          |
| 2002         | 90           |
| 2003         | 86           |
| 2004         | 80           |
| 2005         | 84           |
| 2006         | 73           |
| 2007         | 84           |
| 2008         | 63           |
| 2009         | 64           |
| 2010         | 61           |
| 2011         | 57           |
| 2012         | 61           |
| 2013         | 65           |
| 2014         | 56           |
| 2015         | 57           |
| 2016         | 65           |
| 2017         | 99           |
| 2018         | 86           |

## 相鄰車站
西日本旅客鐵道（JR西日本）
■宇部線
上嘉川－深溝－周防佐山

## 注腳
1. ↑  山口縣統計年鑑

## 外部連結
- 深溝｜車站資訊：JR出門網 - 西日本旅客鐵道（日語）